# Пашково (Кировская область)
Пашково — деревня в Белохолуницком районе Кировской области. Входит в Всехсвятское сельское поселение.

## География
Находится на расстоянии примерно 23 километра по прямой на северо-запад от районного центра города Белая Холуница.

## История
Известна с 1678 года, когда здесь был учтен 1 двор, в  1764 году 47 жителей. В 1873 году дворов 18, жителей 161, в 1905 году дворов 40 и жителей 271, в 1926 61 и 305 соответственно, в 1950 52 и 182. В 1989 году проживало 2 человека.

## Население
Постоянное население  составляло 4 человека (русские 100%) в 2002 году, 2 в 2010.